# Cibuluh (Tanjungsiang)
Cibuluh is een bestuurslaag in het regentschap Subang van de provincie West-Java, Indonesië. Cibuluh telt 5259 inwoners (volkstelling 2010).